# Lyndon (Rutland)
Pour les articles homonymes, voir Lyndon.
Lyndon est un village et une paroisse civile situés dans le Rutland, en Angleterre.